# OOIOO
OOIOO（オー・オー・アイ・オー・オー）は、1995年に結成された日本のロックバンド。ボアダムスのヨシミを中心とした女性4人で構成される。

## 概要
1995年に雑誌『SWITCH』による企画『ヨシミ、架空バンドを作る』を切っ掛けに結成。
バンド名は、ボアダムスの山塚アイのメモ帳をヨシミが見た際にあった「OOIOO」という書き込みをそのまま拝借したもの。
1997年、ポリスターからメジャー・デビュー。独自のバランスによって構築される他にない音楽性が特徴。
2009年commmonsに移籍。

## メンバー
YoshimiO（ヨシミ）：Vo・Guitar・Trumpet
ボアダムス・SAICOBAB・Free Kitten・YoshimiOizumikiYoshiduO
Free Kitten
KayaN（カヤン）：Guitar・Vo
2000年に加入。
AyA（アヤ）：Bass・Vo
2001年に加入。
Mishina（ミシナ）：Drums
2015年に加入。

### 元メンバー
Kyoko（キョウコ）：ギター・ボーカル
1999年に脱退。Harpyのメンバーで、元・黒色エレジー。2015年7月19日逝去。
Maki（マキ）：ベース
2001年に脱退。
Yoshiko（ヨシコ）：ドラムス
2003年に脱退。DMBQの元メンバー。
Olaibi Ai（オライビ アイ）：ドラム＆パーカッション
2015年に脱退。2023年10月10日逝去（死因や享年などは非公表）。

## 作品

### DVD
- OOHOHOO-OOIOO MUSIC VIDEO'S '99〜'07 （2007年1月1日）
  - ミュージック・ビデオを7曲収録。うち2曲はこの作品のために新規に制作されたもの。